# کوزیچینو
کوزیچینو (به بلغاری: Kozichino) یک منطقهٔ مسکونی در بلغارستان است که در پوموریه واقع شده‌است.